# TOBE (日本)
TOBE（日语：／）是一間日本演藝經紀公司。2023年由前藝人，傑尼斯前副社長瀧澤秀明於日本成立。目前旗下有三宅健、團體Number_i、IMP.等藝人。

## 歷史

### 2023年
3月21日，前傑尼斯副社長瀧澤秀明正式宣布成立新經紀公司「TOBE」。
7月2日，公司宣布旗下第一位藝人為前V6成員三宅健。
7月7日，於公司官方YouTube頻道宣布旗下第二波新加入藝人為前King & Prince成員平野紫耀及神宮寺勇太。
7月14日，公司公布第三波加入藝人為前小傑尼斯團體IMPACTors的7名成員 佐藤新、 基俊介、 鈴木大河、 影山拓也、 橫原悠毅、 松井奏、 椿泰我，並同時宣布7位成員的新團體名稱IMP.。
9月17日，於公司官方YouTube頻道宣布旗下第四波新加入藝人為前Kis-My-Ft2成員北山宏光。
10月15日，宣布前King & Prince成員岸優太成為公司旗下藝人，並與平野紫耀及神宮寺勇太組成團體Number_i。

## 旗下藝人

### 個人
- 三宅健
- 北山宏光
- ISSEI

### 團體
- Number_i
  - 平野紫耀、神宮寺勇太、岸優太
- IMP.
  - 佐藤新、基俊介、鈴木大河、影山拓也、松井奏、橫原悠毅、椿泰我
- CLASS SEVEN
  - 大東立樹、高野秀侑、高田憐、近藤大海、橫田大雅、星慧音、中澤漣

### 研修生團體
- wink first
  - 島田泰我、藤代翔真、松崎光、川田瑠輝、小助川優

## 外部連結
- TOBE官方網站
- TOBE徵選網站
- TOBE的X（前Twitter）
- TOBE的Instagram帳戶
- TOBE的TikTok
- YouTube上的TOBE頻道